# Bullet (película de 1996)
Bullet  es una película estadounidense de drama criminal de 1996 dirigida por Julien Temple, en la que actúan Mickey Rourke y Tupac Shakur.
La película se filmó en la ciudad de Nueva York y una parte importante se filmó en Brooklyn.

## Argumento
La película centra su historia en la liberación de Butch "Bullet" Stein, un gánster callejero judío y drogadicto, después de cumplir una condena de ocho años por un crimen que no cometió solo.
Bullet lucha por no caer en el mismo caos de sus primeros años, pero termina nuevamente envuelto en la violencia rutinaria de las calles y la incomprensión de su familia disfuncional.

## Reparto
- Mickey Rourke como Butch "Bullet" Stein
- Tupac Shakur como Tank
- Adrien Brody como Reuben "Ruby" Stein
- Ted Levine como Louis Stein
- Matthew Powers como Paddy
- Donnie Wahlberg como Big Balls
- Suzanne Shepherd como "Cookie" Stein
- Jerry Grayson como Sol Stein
- Manny Pérez como Flaco
- Gina Figueroa como Laura
- John Enos III como Lester
- Gene Canfield como Reiner
- Michael K. Williams como High Top
- Big Stretch/Randy Walker como Dallas
- Peter Dinklage como Building Manager
- Jermaine Hopkins como Pudgy